# 민중의당 (슬로바키아)

민중의당(슬로바키아어: Za ľudí)은 슬로바키아의 정당으로, 2019년 안드레이 키스카 전 대통령이 창당했다. 키스카는 2019년 9월 28일 전당대회에서 당대표로 선출되었다.

## 같이 보기
- 슬로바키아의 정당